# Hospital Militar Internacional d'Ontinyent
L'Hospital Militar Internacional d'Ontinyent va ser una instal·lació mèdica que va estar en funcionament entre 1937 i 1939.

## Història
Durant la guerra civil espanyola, Ontinyent formava part de les ciutats intermèdies de la rereguarda de Llevant. La seua ubicació allunyada del front i el fet que no va ser bombardejada ni objectiu militar va propiciar que es convertira en una ciutat segura i acollidora. És per això que en 1937 els socialistes belgues per donar suport a la República crearen l'Hospital Militar Internacional. Es va situar en l'edifici que ocupava l'antic convent franciscà i el col·legi La Concepció, que havia sigut requisat pel Front Popular (Espanya).
El socialisme internacional va estar força implicat en la seua creació de la mà de la Internacional Obrera i Socialista (IOS) i la Federació Sindical Internacional (FSI), integrades les dues organitzacions, la política i la sindical en el Fons Internacional de Solidaritat (FIS). Tanmateix, la UGT també es va involucrar en la seua creació. Participaren metges i infermeres de diferents països.
En aquesta instal·lació sanitària treballaren les conegudes en l'imaginari ontinyentí com les mamàs belgues, un grup de dones jueves, majoritàriament, i d'origen polonès. També varen treballar altres dones, algunes d'elles d'Ontinyent. Tot i que tenia el qualificatiu d'internacional no pertanyia a les Brigades Internacionals, era gestionat per l'Exèrcit Popular de la República però finançat per fons econòmics internacionals provinents el moviment obrer europeu.
Es tracta d'un hospital que es va crear pensat per a la República en pau una vegada finalitzés la guerra. Hi havia cabuda per a uns 800 llits encara que estava pensat per a poder acollir a 1200 llits. Es tractava d'una iniciativa solidària que fugint de la no-intervenció va permetre materialitzar un suport humanitari i sanitari a la II República espanyola.
Poc després d'acabada la guerra, l'edifici va acollir l'hospital de prisioners, fins que va ser retornat als franciscans a finals de 1939. Actualment continua acollint el col·legi i convent de La Concepció.